# Erioptera seminole
Erioptera seminole là một loài ruồi trong họ Limoniidae. Chúng phân bố ở miền Tân bắc.